# Замки Японии
Традиционный японский за́мок (яп. 城) — укреплённое строение, в основном из камня и дерева, часто окружённое рвом и стенами. В ранние периоды истории основным материалом для постройки замков было дерево. Так же как и европейские, японские замки служили для обороны стратегически важных территорий, а также для демонстрации власти крупных военных феодалов (даймё). Значение замков сильно выросло в «период воюющих провинций» (Сэнгоку Дзидай, 1467—1568).
До наших дней сохранилось около 50 замков, некоторые из них, например замок Мацуэ и замок Коти, построенные в 1611 году, сохранились в первоначальном состоянии, другие, например, замок Хиросима, разрушенный во время бомбардировки Японии во Второй мировой войне, и некоторые другие замки были отстроены заново и сейчас служат в качестве музеев.

## Название
Иероглиф 城 обычно читается сиро, но в сочетании с названием замка произносится дзё (например, 広島城 — хиросима-дзё — Замок Хиросима). На диалекте окинава этот иероглиф читается гусуку. Такое название носят средневековые фортификационные сооружения на островах Рюкю. Приблизительно до IX века символ читался 城 ки, например в названии замка Мидзуки.

## История
Первые оборонительные сооружения в Японии известны начиная с периода Яёй.
В то время они представляли собой очень простые строения, окружённые валом или рвом с водой.
Первоначально замки использовались как крепости для обороны ключевых позиций, на пересечении торговых путей, дорог и рек.
Известны построенные в середине VII века для защиты от возможных нападений Китая и Кореи на острове Кюсю замки Оно и Мидзуки.

### Средние века
В период Хэйан (794—1185) для защиты территорий во время столкновений между враждующими самурайскими кланами замки продолжали выполнять оборонительную функцию. Материалом для постройки по-прежнему являлось в основном дерево, однако строения планировались как более долговечные. В качестве прототипа замка часто использовались китайские и корейские замки. Вокруг замков строились дополнительные здания, сами замки расширялись чтобы вместить большую армию.
Начиная с периода Муромати (1333—1568) при строительстве замков начали широко использовать камень. Одним из первых каменных замков стал замок Накагусуку, построенный в 1450 году в Окинаве. Конструкция замков со временем развивалась и усложнялась. Такие сооружения, например замки Тихая и Акасака, состояли из множества зданий, окружённых стеной, отдельной высокой башни при этом не выделялось.
До периода сэнгоку характерным являлось строительство горных замков (яп. 山城 ямадзиро).

### Сэнгоку Дзидай (1467—1568)
С конца XV века во время «периода воюющих провинций» вся страна около 150 лет была втянута в непрекращающиеся междоусобные войны.
Япония состояла из отдельных враждующих самурайских государств.
В этот период были построены сотни замков, служивших поначалу укрытием для даймё при нападении врагов, а затем трансформировавшихся в постоянные резиденции с богатым интерьером. У замков появилась представительская функция — демонстрация силы владельца замка.

### Период Адзути-Момояма (1568—1600)
На период Адзути-Момояма приходится расцвет замковой архитектуры в Японии. В этот период замки воздвигались на равнинах или небольших возвышенностях и становились административными и экономическими центрами, вокруг замков вырастали города.
Одним из первых таких замков стал замок Адзути, построенный в период с 1576 года по 1579 год по приказу даймё Ода Нобунаги. Главная башня замка состояла из семи этажей. К несчастью, замок просуществовал недолго и в 1582 году был разрушен.
Города, выраставшие вокруг замков, назывались дзёкамати («призамковый город»), на начало XVII века это был самый распространённый тип города в Японии.
Именно так образовались такие города как Нагоя, Одавара и другие.
Также в этот период были построены знаменитые замки Мацуока, Инуяма, Хиконэ, Химэдзи и другие.
За́мки Адзути и Момояма (1594 год) дали название этому периоду. Оба замка стали одними из первых образцов совершенно нового типа японских замков — гораздо более крупных и роскошных, а также стали прототипами для замков, строящихся позднее.
Распространение огнестрельного оружия значительно повлияло на тактику военных действий, одним из самых главных изменений стало ведение боя на расстоянии, что привело к необходимости усиления обороны зданий. Каменное основание и стены лучше защищали замок от повреждений, крупные сооружения было сложнее атаковать. Высокие центральные башни, служившие командными центрами, увеличивали обзор территории, сложная система внутренних помещений обеспечивала дополнительные возможности защитникам замка.

### Период Эдо (1603—1868)
Периоду длительных войн пришла на смену 250-летняя эпоха мира, страна была объединена под властью сёгуната Токугава. Сохранившиеся замки оставались резиденциями даймё и укрытиями при восстаниях крестьян.
По законам сёгуната Токугавы с 1615 года на каждое владение должно было быть не более одного замка.
Такое ограничение вводилось с целью уменьшения сепаратистских устремлений местных даймё.
А начиная с 1620 года было полностью запрещено строительство новых замков.

### Современные замки
Во время периода Мэйдзи многие замки (около двух третей из 170 существовавших тогда замков) были разрушены как пережитки феодального прошлого (напр. Замок в Осаке). Также большое количество замков было разрушено во время Второй мировой войны. До сегодняшнего дня сохранилось всего лишь двенадцать оригинальных замков, построенных начиная с XVI века. Многие разрушенные замки были восстановлены заново сразу из бетона. Чаще всего сохранившиеся замки используются в качестве исторических музеев.
Резиденция императора Японии располагается на месте бывшего замка Эдо.

## Виды замков
В зависимости от типа местности и местоположения принято разделять японские замки на четыре категории:
- Горные замки (яп. 山城 ямадзиро или сандзё)

До периода Сэнгоку в основном возводились горные замки. Располагались они на отдельно стоящих труднодоступных вершинах гор и использовались только во время войны для укрытия из-за их неприспособленности в качестве удобного жилища в мирное время.
К плюсам такого вида замков можно отнести хороший обзор окружающей территории. Атаковать такой замок было сложнее — дополнительным препятствием служили естественные склоны гор. Горные замки были сравнительно небольшими, не оборудовались системой защитных сооружений, которые были характерны для двух более поздних видов замков, а также были меньше подвержены разрушениям при землетрясениях. Серьёзный недостаток горных замков — невозможность выдерживания долгой осады противника.
- Равнинно-горные замки (яп. 平山城 хираяма-дзиро)

Такие замки также носят название замки на плоскогорье. Строились на холмах или возвышенности посреди равнины с достаточным обзором местности. В качестве возвышенности могла использоваться и искусственно насыпанная платформа. Для увеличения обзора стали строить высокие центральные башни. Равнинно-горные замки были гораздо удобнее в использовании и вместительнее, чем горные, хотя и были менее защищёнными.
Замки такого типа получили распространение в период Сэнгоку.
- Равнинные замки (яп. 平城 хирадзиро)

Равнинные замки были наиболее удобными для жилья, владельцу замка было проще контролировать свою территорию, поэтому вокруг равнинных замков стали строиться города, развивалось транспортное сообщение с другими частями страны.
Для равнинных замков обязательно использовались дополнительные меры по укреплению здании от возможных нападений врагов. Вокруг замка и вспомогальных строений возводились стены, дополнительные укрепления и рвы, такие замки могли выдерживать длительную осаду противника. Однако, для равнинных замков были опасными наводнения.
- Замки на воде (мидзудзиро или мидзудзё)

Известны также как «плавучие замки»; их отличительной особенностью является использование фрагмента прибрежной полосы моря (у замков Накацу, Хирадо и Карацу) или озера (замок Такасима) в качестве крепостного оборонительного рва.

## Архитектурные особенности

### Ягура
Ягура (яп. 櫓) — башня в японском замке, могла служить арсеналом и смотровой вышкой. Вероятно, название происходит от словосочетания я-гура (яп. 矢倉 склад для стрел). В зависимости от количества этажей называлась хира-ягура (одноэтажная), нидзю-ягура (двухэтажная) и сандзю-ягура (трёхэтажная). Трёхэтажная ягура могла служить центральной башней (тэнсю).
Башни также делятся на разные типы по назначению и расположению. 
В старину это название относилось к деревянным смотровым вышкам без крыши, возводимых во время войны. Постепенно конструкция усложнялась, башни приобрели крышу и толстые стены. Ягура могли соединяться друг с другом и с крепостными стенами крытыми проходами. Ягура-мон (яп. 櫓門 ягура с воротами) были двухэтажными и служили частью комплекса масугата (яп. 桝形, барбакан). В идокурува-ягура (яп. 井戸郭櫓) располагался колодец, цукими-ягура (яп. 月見櫓) имела открытый верх для любования луной.

### Стены и укрепления
Общей чертой всех японских замков является их строительство с учётом топографии местности, для главной башни характерным было расположение в самом высоком месте выбранной для строительства территории, по периметру территория замка обносилась несколькими рядами стен.
Территорию замка, окружённую стенами и рвом, называют курува (яп. 廓, ограда).
Начиная с XVII века были распространены три вида планировки замков, для вида досинэн (dôshinén) было характерно наличие трёх концентрических колец укреплений замка:
- хоммару (яп. 本丸) — территория вокруг главной башни,
- ниномару (яп. 二の丸),
- санномару (яп. 三の丸).

### Ворота
До XVI века ворота располагались непосредственно в стене без дополнительных построек и носили название хира-когути (яп. 平虎口). В сочетании с выступами стен и башнями конструкция называлась ёкоя, позволяя вести фланговый огонь. 
В XVI веке появляются более сложные типы воротных проходов - когути (яп. 虎口, こぐち): масугата, умадаси и куитигаи. 

### Главная башня
Главная башня замка — тэнсю (яп. 天守). Соответствует европейскому донжону. В военное время главная башня служила пунктом наблюдения за территорией, командным центром и последним рубежом обороны замка. В ней также размещались склады для продовольствия и запасы вооружения. В мирное время башня символизировала высокое положение и власть владельца замка.
Тэнсю начали строить начиная с эпохи сэнгоку. Со второй половины XIX века также носит название тэнсюкаку (яп. 天守閣).
Чаще всего тэнсю строили на самом высоком месте выбранной для замка территории. Материалом для строительства башни служило дерево, башня обычно состояла из нескольких ярусов, постепенно уменьшающихся кверху в размерах. Снаружи башню покрывалали толстым слоем штукатурки нуригомэ, которая служила защитой от пожаров.